# كريستوفر سوليفان
كريستوفر سوليفان (بالإنجليزية: Christopher Sullivan)‏ (مواليد 18 أبريل 1965) هو لاعب كرة قدم. يلعب مع منتخب الولايات المتحدة لكرة القدم. سبق له أن لعب في كأس العالم لكرة القدم مع منتخب بلاده.

## روابط خارجية
- كريستوفر سوليفان على موقع الدوري الأمريكي (الإنجليزية)
- كريستوفر سوليفان على موقع قاعدة بيانات كرة القدم.إي يو (الإنجليزية)
- كريستوفر سوليفان على موقع بيانات كرة القدم. دي إي (الألمانية)
- كريستوفر سوليفان على موقع ناشيونال فوتبول تيمز (الإنجليزية)